# 美国天主教教区列表

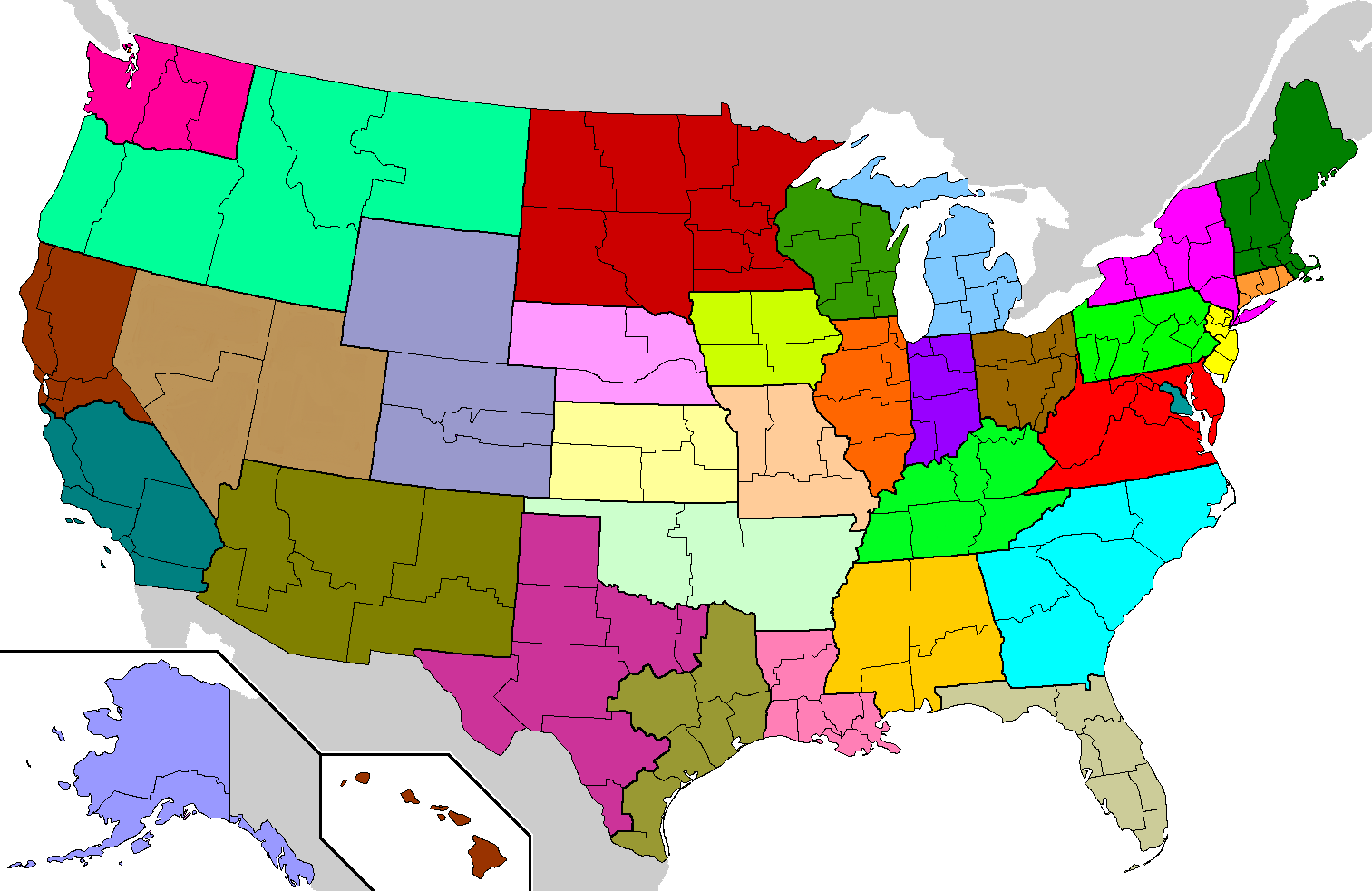
美國天主教教省及教區分布圖

本列表收錄美国的天主教會教区，不仅包括拉丁礼教会的教区，也包括与教宗完全共融的东仪天主教会的教区。
天主教会在美国共有194个由主教领导的被称作教区的地区教会。在美国，教区常常以州辖县或县级区为界。也存在由礼仪区分的为许多东仪天主教徒而设的全国性或大区域性教区，以及为军队和外交使团及其从属者而设立的天主教美国军中服务总教区。由总主教领导的教区称为总教区。美国现有32个总教区，其总主教作为教省总主教管理美国32个教省。
除了这195个教区之外，在美国的海外领地还有其他一些教区。
美国天主教徒主要属拉丁礼，但也有一些东仪天主教会设立的东方礼教区、东方礼总教区。这些地区教会也组织它们自己的教省或直接隶属于圣座的直辖教区。
教区及总教区通常以主教或总主教之座位的所在城市命名。教区可以容纳极为广大的区域：例如，叙利亚礼天主教纽瓦克圣母解救教区为全美国的叙利亚礼天主教徒服务；天主教奥尔巴尼教区不仅为纽约奥尔巴尼市服务，也为整个纽约州东北部地区服务。
美国及美属维尔京群岛的所有主教，包括教区主教、助理主教或 辅理主教，无论是东方礼或拉丁礼，都是天主教美国主教团的成员。波多黎各的主教们组成了天主教波多黎各主教团（Conferencia Episcopal Puertorriqueña）。而位于太平洋的海外领地的主教们则是天主教太平洋主教团（Episcopal Conference of the Pacific）的成员。

## 安克雷奇-朱诺教省
包括阿拉斯加州。
- 天主教安克雷奇-朱诺总教区
  - 天主教费尔班克斯教区

## 亚特兰大教省
包括乔治亚州、北卡罗来纳州和南卡罗来纳州。
- 天主教亚特兰大总教区
  - 天主教查尔斯顿教区
  - 天主教夏洛特教区
  - 天主教罗利教区
  - 天主教萨凡纳教区

## 巴尔的摩教省
包括马里兰州（除5个县）、特拉华州、维吉尼亚州和西维吉尼亚州。
- 天主教巴尔的摩总教区
  - 天主教阿靈頓教區
  - 天主教里士满教区
  - 天主教惠灵-查尔斯顿教区
  - 天主教威爾明頓教區

## 波士顿教省
包括马萨诸塞州、缅因州、新罕布什尔州和佛蒙特州。
- 天主教波士顿总教区
  - 天主教伯灵顿教区
  - 天主教福尔里弗教区
  - 天主教曼彻斯特教区
  - 天主教波特兰教区
  - 天主教马萨诸塞的斯普林菲尔德教区
  - 天主教伍斯特教区

## 芝加哥教省

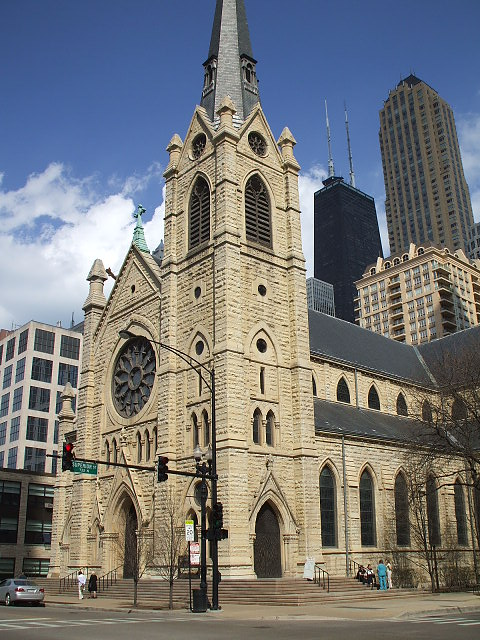
芝加哥圣名主教座堂

包括伊利诺斯州。
- 天主教芝加哥总教区
  - 天主教貝爾維爾教區
  - 天主教乔利埃特教区
  - 天主教皮奥里亚教区
  - 天主教罗克福德教区
  - 天主教伊利诺斯的斯普林菲尔德教区

## 辛辛那提教省
包括俄亥俄州。
- 天主教辛辛那提总教区
  - 天主教克利夫兰教区
  - 天主教哥伦布教区
  - 天主教斯托本維爾教區
  - 天主教托莱多教区
  - 天主教扬斯敦教区

## 丹佛教省
包括科罗拉多州和怀俄明州。
- 天主教丹佛总教区
  - 天主教夏延教区
  - 天主教科罗拉多斯普林斯教区
  - 天主教普韦布洛教区

## 底特律教省
包括密歇根州。
- 天主教底特律总教区
  - 天主教蓋洛德教区
  - 天主教大急流城教区
  - 天主教卡拉马祖教区
  - 天主教兰辛教区
  - 天主教馬凱特教區
  - 天主教萨吉诺教区

## 迪比克教省
包括爱荷华州。
- 天主教迪比克总教区
  - 天主教达文波特教区
  - 天主教得梅因教区
  - 天主教苏城教区

## 加尔维斯顿-休斯敦教省
包括得克萨斯州东部。
- 天主教加尔维斯顿-休斯敦总教区
  - 天主教奥斯汀教区
  - 天主教博蒙特教区
  - 天主教布朗斯维尔教区
  - 天主教科珀斯克里斯蒂教区
  - 天主教泰勒教区
  - 天主教維多利亞教區

## 哈特福德教省
包括康涅狄格州和罗德岛州。
- 天主教哈特福德总教区
  - 天主教布里奇波特教区
  - 天主教诺里奇教区
  - 天主教普罗维登斯教区

## 印第安纳波利斯教省
包括印第安纳州。
- 天主教印第安纳波利斯总教区
  - 天主教埃文斯维尔教区
  - 天主教韦恩堡-南本德教区
  - 天主教加里教区
  - 天主教印第安纳的拉斐特教区

## 堪萨斯城教省
包括堪萨斯州。
- 天主教堪萨斯城总教区
  - 天主教道奇城教区
  - 天主教萨利纳教区
  - 天主教威奇托教区

## 洛杉矶教省

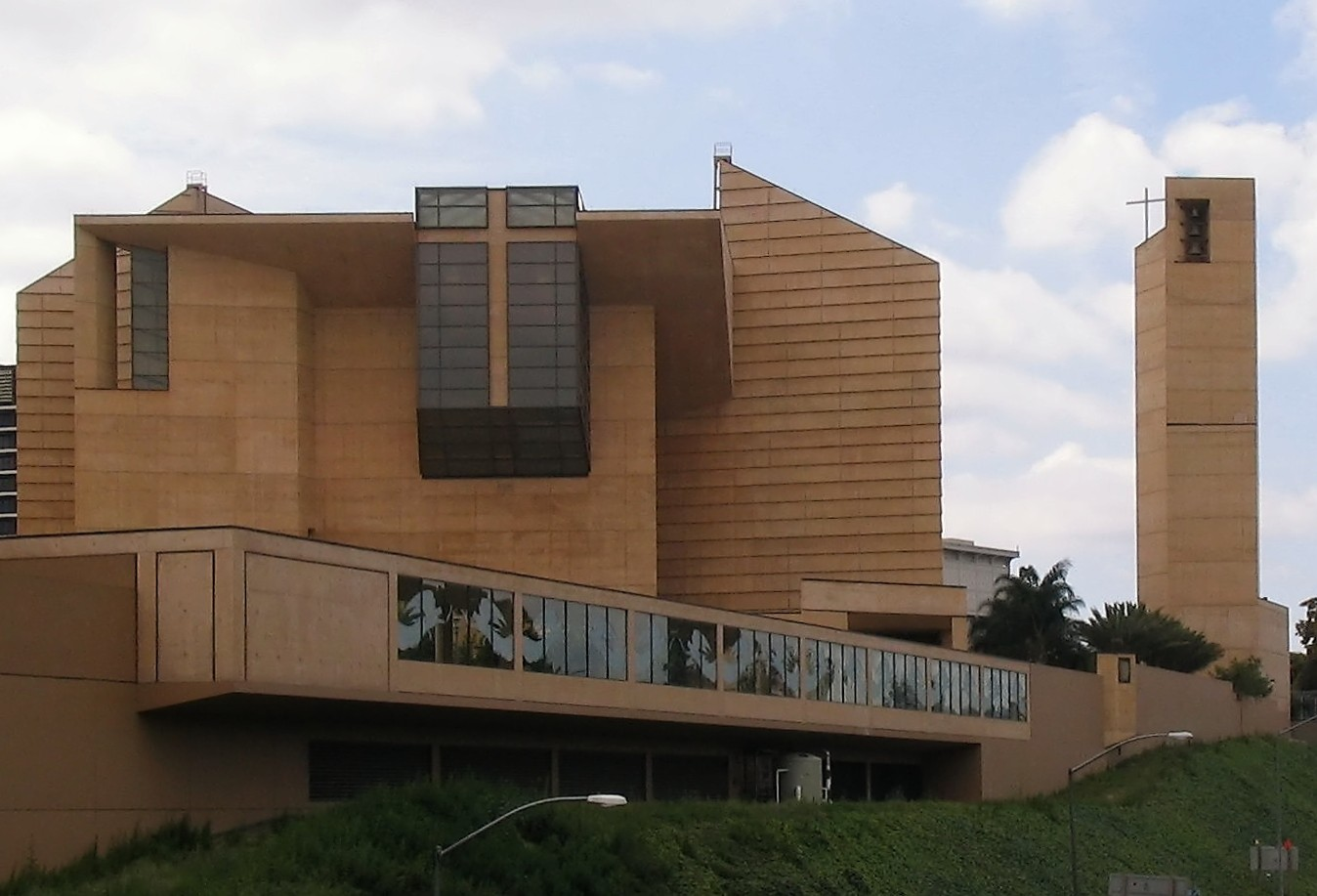
洛杉矶总教区天使之后主教座堂

包括加州南部和中部。
- 天主教洛杉矶总教区
  - 天主教弗雷斯诺教区
  - 天主教蒙特雷教区
  - 天主教橙縣教區
  - 天主教圣贝纳迪诺教区
  - 天主教圣迭戈教区

## 路易维尔教省
包括肯塔基州和田纳西州。
- 天主教路易维尔总教区
  - 天主教卡溫頓教區
  - 天主教诺克斯维尔教区
  - 天主教列克星敦教区
  - 天主教孟菲斯教区
  - 天主教纳什维尔教区
  - 天主教欧文斯伯勒教区

## 迈阿密教省
包括佛罗里达州。
- 天主教迈阿密总教区
  - 天主教奥兰多教区
  - 天主教棕榈滩教区
  - 天主教彭萨科拉-塔拉哈西教区
  - 天主教圣奥古斯丁教区
  - 天主教圣彼得斯堡教区
  - 天主教佛罗里达的威尼斯教区

## 密尔沃基教省
包括威斯康星州.
- 天主教密尔沃基总教区
  - 天主教格林贝教区
  - 天主教拉克罗斯教区
  - 天主教麦迪逊教区
  - 天主教蘇必利爾教區

## 莫比尔教省
包括阿拉巴马州和密西西比州.
- 天主教莫比尔总教区
  - 天主教比洛克西教区
  - 天主教阿拉巴马的伯明翰教区
  - 天主教杰克逊教区

## 纽约教省

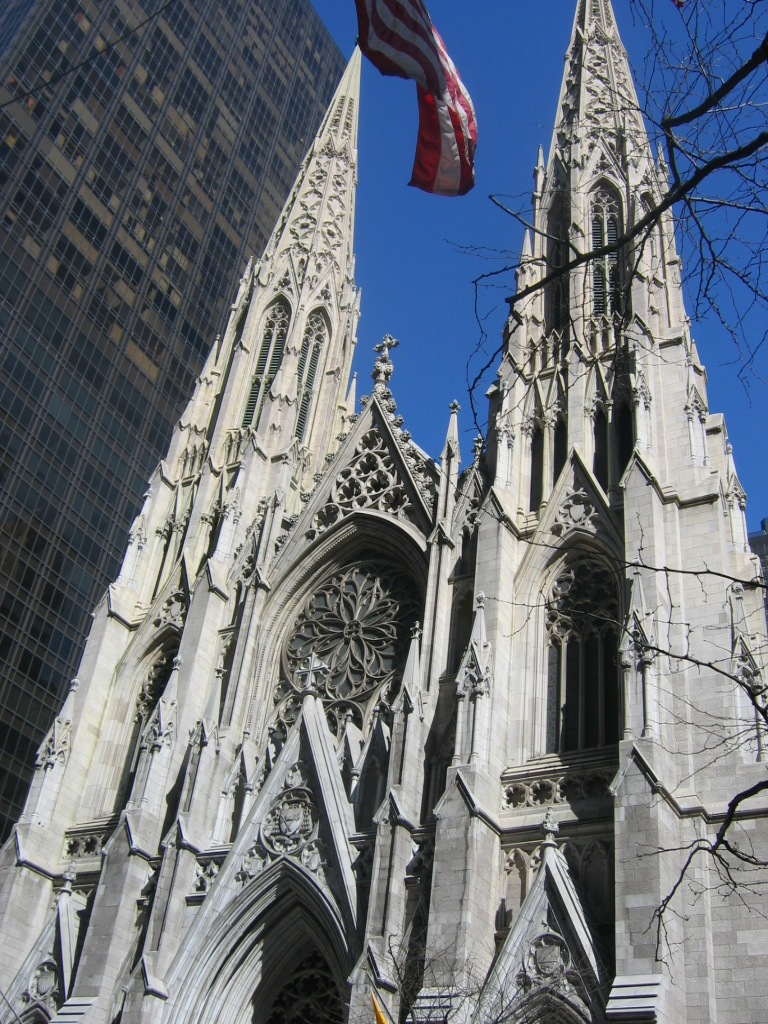
纽约总教区圣帕特里克主教座堂

包括纽约州。
- 天主教纽约总教区
  - 天主教奥尔巴尼教区
  - 天主教布鲁克林教区
  - 天主教水牛城教区
  - 天主教奧格登斯堡教區
  - 天主教罗切斯特教区
  - 天主教罗克威尔中心教区
  - 天主教锡拉丘兹教区

## 新奥尔良教省
包括路易斯安那州。
- 天主教新奥尔良总教区
  - 天主教亚历山德里亚教区
  - 天主教巴吞鲁日教区
  - 天主教霍馬-蒂博多教區
  - 天主教路易斯安那的拉斐特教区
  - 天主教查尔斯湖教区
  - 天主教什里夫波特教区

## 纽瓦克教省
包括新泽西州。
- 天主教纽瓦克总教区
  - 天主教卡姆登教区
  - 天主教墨图根教区
  - 天主教帕特森教区
  - 天主教特伦顿教区

## 俄克拉荷马城教省
包括阿肯色州和俄克拉荷马州。
- 天主教俄克拉何马城总教区
  - 天主教小石城教区
  - 天主教塔尔萨教区

## 奥马哈教省
包括内布拉斯加州。
- 天主教奥马哈总教区
  - 天主教格兰德艾兰教区
  - 天主教林肯教区

## 费城教省
包括宾夕法尼亚州。
- 天主教费城总教区
  - 天主教阿倫敦教區
  - 天主教阿爾圖納-約翰斯敦教區
  - 天主教伊利教区
  - 天主教格林斯堡教区
  - 天主教哈里斯堡教区
  - 天主教匹兹堡教区
  - 天主教斯克兰顿教区

## 波特兰教省
包括爱达荷州、蒙大拿州和俄勒冈州。
- 天主教波特兰总教区
  - 天主教贝克教区
  - 天主教博伊西教区
  - 天主教大瀑布城-比灵斯教区
  - 天主教赫勒拿教区

## 圣路易斯教省
包括密苏里州。
- 天主教圣路易斯总教区
  - 天主教杰斐逊城教区
  - 天主教堪萨斯城-圣约瑟夫教区
  - 天主教斯普林菲尔德-开普吉拉多教区

## 圣保禄及明尼波利斯教省
包括明尼苏达州、北达科他州和南达科他州。
- 天主教圣保禄及明尼波利斯总教区
  - 天主教俾斯麦教区
  - 天主教克魯克斯頓教區
  - 天主教德卢斯教区
  - 天主教法戈教区
  - 天主教新乌尔姆教区
  - 天主教拉皮德城教区
  - 天主教圣克劳德教区
  - 天主教苏福尔斯教区
  - 天主教威诺纳教区

## 圣安东尼奥教省
包括得克萨斯州西部
- 天主教圣安东尼奥总教区
  - 天主教阿马里洛教区
  - 天主教达拉斯教区
  - 天主教艾尔帕索教区
  - 天主教沃斯堡教区
  - 天主教拉雷多教区
  - 天主教拉伯克教区
  - 天主教圣安吉洛教区

## 旧金山教省
包括加州北部和夏威夷州、内华达州和犹他州
- 天主教舊金山總教區
  - 天主教檀香山教区
  - 天主教拉斯维加斯教区
  - 天主教奥克兰教区
  - 天主教里诺教区
  - 天主教萨克拉门托教区
  - 天主教盐湖城教区
  - 天主教加利福尼亚的圣荷西教区
  - 天主教加利福尼亚的圣罗莎教区
  - 天主教斯托克顿教区

## 圣菲教省
包括亚利桑那州和新墨西哥州。
- 天主教圣菲总教区
  - 天主教蓋洛普教区
  - 天主教拉斯克魯塞斯教區
  - 天主教凤凰城教区
  - 天主教图森教区

## 西雅图教省
包括华盛顿州.
- 天主教西雅图总教区
  - 天主教斯波坎教区
  - 天主教雅基馬教區

## 华盛顿教省
包括哥伦比亚特区、临近马里兰州的5个县和美属维尔京群岛.
- 天主教华盛顿总教区
  - 天主教聖多默教区

## 阿加尼亚教省
包括美国的海外领地关岛和北马里亚纳群岛，还包括独立的帛琉、马绍尔群岛和密克罗尼西亚联邦。
- 天主教阿加尼亚总教区
  - 天主教加罗林群岛教区
  - 天主教查蘭卡諾瓦教區
  - 天主教马绍尔群岛监牧区

## 萨摩亚-阿皮亚教省
包括美国海外领地美属萨摩亚。
- 天主教萨摩亚-阿皮亚总教区
  - 天主教萨摩亚-帕果帕果教区

## 波多黎各的圣胡安教省
包括波多黎各。
- 天主教波多黎各的圣胡安总教区
  - 天主教阿雷西沃教区
  - 天主教卡瓜斯教区
  - 天主教法哈多-烏馬考教區
  - 天主教馬亞圭斯教區
  - 天主教蓬塞教区

## 东仪天主教教区

### 费城教省（乌克兰希腊礼天主教会）
美国的乌克兰希腊礼天主教会被组织为一个教省，由1个教省总教区和3个隶属教区组成。
- 乌克兰希腊礼天主教费城总教区
  - 乌克兰希腊礼天主教帕尔玛圣约沙法教区
  - 乌克兰希腊礼天主教芝加哥教区
  - 烏克蘭希臘禮天主教斯坦福教區

### 匹兹堡教省（鲁塞尼亚礼天主教会）
美国的鲁塞尼亚礼天主教会被组织为一个自治的（sui iuris）匹兹堡教省，包括一个教省总教区以及3个隶属教区。这些教区也为未在美国设立圣统制的其他拜占庭礼教会提供服务。
- 魯塞尼亞禮天主教匹茲堡總教區
  - 魯塞尼亞禮天主教帕尔马教区
  - 魯塞尼亞禮天主教帕赛克教区
  - 魯塞尼亞禮天主教鳳凰城聖母帡幪教區

### 美国以外的都主教所辖的东仪天主教会教区
亚美尼亚礼天主教会
- 亞美尼亞禮天主教紐約納萊克聖母教區

加色丁礼天主教会
- 加色丁礼天主教圣迭戈圣伯多禄教区
- 加色丁礼天主教底特律圣多默教区

马龙尼礼教会
- 马龙尼礼洛杉矶黎巴嫩圣母教区
- 马龙尼礼布鲁克林圣马龙教区

默基特希腊礼天主教会
- 默基特希腊礼天主教牛顿教区

希腊礼天主教与罗马合一的罗马尼亚教会
- 罗马尼亚礼天主教坎顿圣乔治教区

叙利亚礼天主教会
- 叙利亚礼天主教纽瓦克圣母解救教区

叙利亚-玛拉巴礼天主教会
- 叙利亚-玛拉巴礼天主教芝加哥圣多默教区

叙利亚-玛兰卡礼天主教会
- 叙利亚-玛兰卡礼天主教圣母和平之后教区

## 美国军中服务总教区
教宗庇護十二世为在国内和海外服役的美国空军、美国陆军、美国海岸警卫队、美国海军陆战队和美国海军军人成立了一个总教区。
美国军队以及国家外交使团成员，拉丁礼与东方礼皆可，均由该总教区提供服务。该总教区是非教省总教区（即无教省内的隶属教区），由一位总主教领导，现今并有2位辅理主教协助。
- 天主教美国军中服务总教区